# Гоблин-Валли
Гоблин-Валли (англ. Goblin Valley, в переводе «долина гоблинов») — один из сорока трёх парков штата Юта. Расположен в центральной части штата в округе Эмери. Основная достопримечательность — тысячи худу грибообразной формы высотой до нескольких метров. Их форма объясняется стойким к эрозии слоем, расположенным поверх более мягкого песчаника.

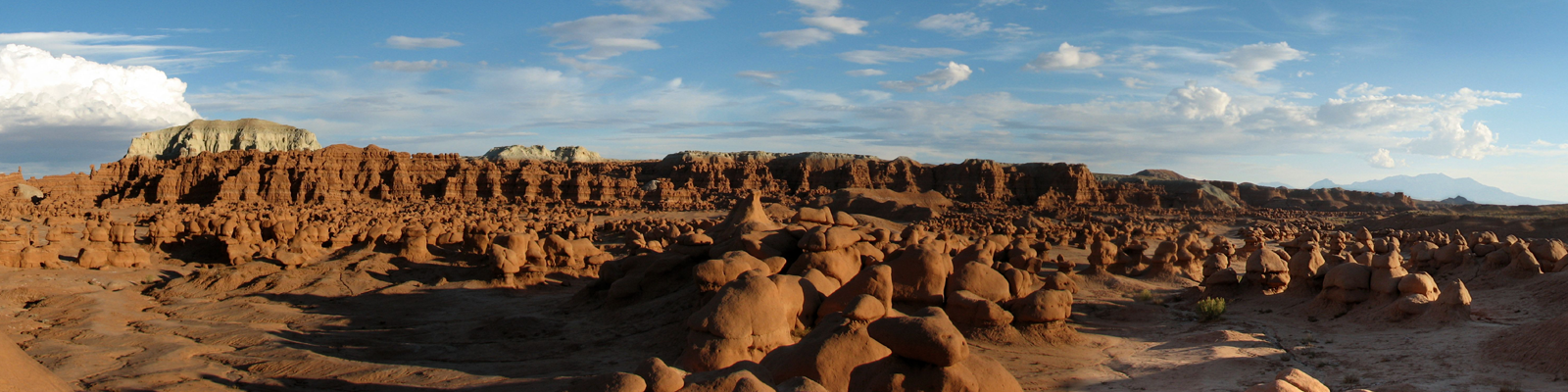
Панорама парка Гоблин-Валли